# تونی ایناور
تونی ایناور (انگلیسی: Toni Innauer؛ زادهٔ ۱ آوریل ۱۹۵۸) اسکی‌باز پرش اهل اتریش بود.